# Mistrovství Evropy v boxu žen 2003
II. mistrovství Evropy žen v boxu proběhlo v Pécsi, Maďarsko ve dnech 11. až 17. května 2003. Organizátorem turnaje mistrovství Evropy byla European Amateur Boxing Association (EABA).

## Česká stopa
Na mistrovství Evropy startovaly za Česko 2 boxerky:
- −52 kg: Eva Líšková (* 1980) z SK Boxing Praha
- −57 kg: Zdena Holá (* ) z SK Boxing Praha

## Výsledky
| Ženy   | Zlato                     | Stříbro                      | Bronz                      | Bronz                         |
| ------ | ------------------------- | ---------------------------- | -------------------------- | ----------------------------- |
| –46 kg | Camelia Negreaová (ROU)   | Jelena Sabitovová (RUS)      | Nikolett Simonová (HUN)    | Derya Aktopová (TUR)          |
| –48 kg | Hülya Şahinová (TUR)      | Monika Csiková (HUN)         | Laura Tostiová (ITA)       | Svitlana Myrošnyčenková (UKR) |
| –50 kg | Simona Galassiová (ITA)   | Hasibe Özerová (TUR)         | Virginie Naveová (FRA)     | Teťana Lebeděvová (UKR)       |
| –52 kg | Viktorija Rudenková (UKR) | Katrin Enokssonová (SWE)     | Angela Cannizzarová (ITA)  | Dagmar Kochová (GER)          |
| –54 kg | Marzia Davideová (ITA)    | Jelena Karpačovová (RUS)     | Ahlam Arsalaneová (FRA)    | Kari Jensenová (NOR)          |
| –57 kg | Henriette Kitelová (NOR)  | Karolina Michalczuková (POL) | Myriam Chomazová (FRA)     | Svetlana Kulakovová (RUS)     |
| –60 kg | Taťjana Čalá (RUS)        | Sonja Dürrová (GER)          | Ingrid Hegleová (NOR)      | Areti Mastrodukasová (GRE)    |
| –63 kg | Myriam Lamareová (FRA)    | Marija Karlovová (RUS)       | Terhi Lukkaová (FIN)       | Anastasija Savinovová (UKR)   |
| –66 kg | Irina Siněcká (RUS)       | Oleksandra Kozlanová (UKR)   | Kıymet Karpuzoğluová (TUR) | Csilla Csejteiová (HUN)       |
| –70 kg | Nurcan Çarkçıová (TUR)    | Karolina Łukasiková (POL)    | Ivett Pruzsinszká (HUN)    | Emilie Cueninová (FRA)        |
| –75 kg | Natalija Ragozinová (RUS) | Anita Duczaová (HUN)         | Oana Strugaruová (ROU)     | Anna Laurellová (SWE)         |
| –80 kg | Anžela Torská (UKR)       | Viktória Kovácsová (HUN)     | Mihaela Mărcuțová (ROU)    | Svetlana Andrejevová (RUS)    |
| –86 kg | Mária Kovácsová (HUN)     | Julija Hostrajová (UKR)      | Marija Javorská (RUS)      | Adriana Hossuová (ROU)        |

## Medailová bilance
V boxu se rozdělilo celkem 13 sad medailí.
| Pořadí | Stát           |       | Ženy    | Ženy  | Ženy | Celkem |
| Pořadí | Stát           | Zlato | Stříbro | Bronz |      | Celkem |
| ------ | -------------- | ----- | ------- | ----- | ---- | ------ |
| 1.     | Rusko (RUS)    |       | 3       | 3     | 3    | 9      |
| 2.     | Ukrajina (UKR) |       | 2       | 2     | 3    | 7      |
| 3.     | Turecko (TUR)  |       | 2       | 1     | 2    | 5      |
| 4.     | Itálie (ITA)   |       | 2       | 0     | 2    | 4      |
| 5.     | Maďarsko (HUN) |       | 1       | 3     | 3    | 7      |
| 6.     | Francie (FRA)  |       | 1       | 0     | 4    | 5      |
| 7.     | Rumunsko (ROU) |       | 1       | 0     | 3    | 4      |
| 8.     | Norsko (NOR)   |       | 1       | 0     | 2    | 3      |
| 9.     | Polsko (POL)   |       | 0       | 2     | 0    | 2      |
| 10.    | Německo (GER)  |       | 0       | 1     | 1    | 2      |
| 10.    | Švédsko (SWE)  |       | 0       | 1     | 1    | 2      |
| 12.    | Finsko (FIN)   |       | 0       | 0     | 1    | 1      |
| 12.    | Řecko (GRE)    |       | 0       | 0     | 1    | 1      |
| Celkem | Celkem         |       | 13      | 13    | 26   | 52     |